# Cameraria trizosterata
Cameraria trizosterata là một loài bướm đêm thuộc họ Gracillariidae. Nó được tìm thấy ở Malaysia (Selangor).
Sải cánh dài 3.7-4.9 mm.
Ấu trùng ăn Bauhinia species. Chúng ăn lá nơi chúng làm tổ.